# Konsystorz Kościoła Ewangelicko-Augsburskiego w RP
Konsystorz Kościoła Ewangelicko-Augsburskiego w RP – naczelna władza administracyjna Kościoła Ewangelicko-Augsburskiego w RP, organ wykonawczy Synodu.

## Kompetencja Konsystorza
Zgodnie z Zasadniczym Prawem Wewnętrznym Kościoła Ewangelicko-Augsburskiego w Rzeczypospolitej Polskiej do kompetencji Konsystorza Kościoła należy:
- nadzór nad diecezjami i parafiami,
- przyjmowanie kandydatów do stanu duchownego i prowadzenie listy duchownych,
- powoływanie i odwoływanie Wikariuszy, Proboszczów – Administratorów parafii oraz duszpasterzy środowiskowych,
- występowanie do MON o mianowanie wyłonionego na wspólnym posiedzeniu Rady Synodalnej i Konsystorza Naczelnego Kapelana Wojskowego; powoływanie Naczelnego Kapelana Wojskowego na Ewangelickiego Biskupa Wojskowego,
- uchwalanie wakansów parafialnych i zatwierdzanie kandydatów na stanowiska Proboszczów i Proboszczów Pomocniczych,
- zatwierdzanie wyborów Proboszczów, Proboszczów Pomocniczych, Biskupów Diecezjalnych, Rad Diecezjalnych i delegatów świeckich do Synodów Diecezjalnych,
- przedłużanie urzędowania proboszczów w wypadkach przewidzianych przez ZPW,
- utrzymywanie kontaktów z innymi Kościołami i organizacjami kościelnymi,
- nadzór nad organizacją i rozwojem diakonatów,
- mianowanie asystentów kościelnych przy organizacjach i stowarzyszeniach kościelnych,
- opiniowanie przedkładanych Radzie Synodalnej projektów szczegółowych przepisów kościelnych,
- wykonywanie kompetencji wynikających z Przepisów dyscyplinarnych Kościoła,
- wydawanie biuletynu urzędowego Kościoła lub prowadzenie działu urzędowego w piśmie kościelnym,
- sprawowanie nadzoru nad wydawaniem czasopism i publikacji kościelnych, a także nad przygotowywaniem kościelnych audycji radiowych i telewizyjnych,
- rozstrzyganie odwołań od uchwał Rad Parafialnych i Rad Diecezjalnych, gdy Prawo to przewiduje,
- zarząd i rozporządzanie majątkiem Kościoła,
- zatwierdzanie uchwał jednostek organizacyjnych Kościoła w sprawie powstawania nowych instytucji kościelnych,
- zatwierdzanie budżetów diecezjalnych i sprawozdań z ich wykonania oraz zatwierdzanie budżetów i sprawozdań z ich wykonania parafii dotowanych z budżetu Kościoła,
- ustalanie projektu budżetu ogólnokościelnego,
- kierowanie Funduszem Socjalnym Kościoła,
- powoływanie Komisji Egzaminacyjnej Kościoła oraz innych komisji w razie potrzeby,
- powoływanie w razie potrzeby Administratorów Diecezji na czas do jednego roku[1].

## Skład Konsystorza
W skład Konsystorza wchodzi osiem osób.
- Biskup Kościoła – z urzędu, jako Prezes Konsystorza (obecnie bp Jerzy Samiec)

- Świecki Wiceprezes (obecnie dr Emir Kasprzycki)

- Trzech radców świeckich (obecnie Korneliusz Glajcar, Bożena Polak, Karol Werner)
- Trzech radców duchownych (obecnie księżaː Michał Makula, Marcin Orawski, mjr Tomasz Wigłasz)

Jeden z radców obejmuje funkcję Sekretarza
Członków Konsystorza na pięcioletnią kadencję wybiera Synod Kościoła. Obrady prowadzone są na ogół raz w miesiącu. Siedzibą Konsystorza jest Warszawa.

## Kadencje Konsystorza
| Lp. | Lata      | Prezes Konsystorza                                    | Wiceprezes Konsystorza   | Radcy świeccy                   | Radcy świeccy                    | Radcy świeccy           | Radcy duchowni              | Radcy duchowni                                               | Radcy duchowni                                             |
| --- | --------- | ----------------------------------------------------- | ------------------------ | ------------------------------- | -------------------------------- | ----------------------- | --------------------------- | ------------------------------------------------------------ | ---------------------------------------------------------- |
| 1   | 2022-2027 | bp Jerzy Samiec                                       | Emir Kasprzycki (Zabrze) | Korneliusz Glajcar (Dzięgielów) | Bożena Polak (Katowice)          | Karol Werner (Łódź)     | Michał Makula (Łódź)        | Marcin Orawski (Wrocław)                                     | mjr Tomasz Wigłasz (Białystok)                             |
| 2   | 2016-2021 | bp Jerzy Samiec                                       | Adam Pastucha (Skoczów)  | Korneliusz Glajcar (Dzięgielów) | Bożena Polak (Katowice)          | Jan Machalica (Bielsko) | Janusz Staszczak (Koszalin) | Edwin Pech (Karpacz)                                         | Piotr Wowry (Ustroń) do 2020, Piotr Gaś (Warszawa) od 2020 |
| 3   | 2011-2016 | bp Jerzy Samiec                                       | Adam Pastucha (Skoczów)  | Korneliusz Glajcar (Dzięgielów) | Bożena Polak (Katowice)          | Jan Machalica (Bielsko) | Robert Sitarek (Kłodzko)    | Marian Niemiec (Opole) do 2014, Edwin Pech (Karpacz) od 2014 | Piotr Gaś (Szczecin/Warszawa)                              |
| 4   | 2006-2011 | bp Jerzy Samiec (od 2010) bp Janusz Jagucki (do 2010) | Adam Pastucha (Skoczów)  | Maciej Oczkowski (Wisła)        | Jerzy Wojciech Filipp (Warszawa) | Jan Machalica (Bielsko) | Jan Badura (Pszczyna)       | Janusz Sikora (Cieszyn)                                      | Piotr Gaś (Szczecin/Warszawa)                              |
| 5   | 2001-2006 | bp Janusz Jagucki                                     | Adam Pastucha (Skoczów)  | Maciej Oczkowski (Wisła)        | Jerzy Wojciech Filipp (Warszawa) | Wilhelm Lorek (Gliwice) | Jan Badura (Pszczyna)       | Janusz Sikora (Cieszyn)                                      | Piotr Gaś (Szczecin/Warszawa)                              |
| 6   | 1996-2001 | bp Janusz Jagucki (od 2001) bp Jan Szarek (do 2001)   | Maciej Lis (Wrocław)     | Jerzy Pilarski (Świętochłowice) | Karol Cieślar (Bielsko-Biała)    | Paweł Pilch             | Włodzimierz Nast (Warszawa) | Jan Gross (Mikołów)                                          | Piotr Gaś (Szczecin/Warszawa)                              |
| 7   | 1991-1996 | bp Jan Szarek                                         | Urszula Bujnicka         | Jerzy Pilarski (Świętochłowice) | Henryk Dominik                   | Paweł Pilch             | Henryk Czembor (Ustroń)     | Jan Gross (Mikołów)                                          | Tadeusz Raszyk (Poznań)                                    |